# Magnus (cognomen)
Magnus is een cognomen en een agnomen in de gens Pompeia. De betekenis is "de grote".
Bekende dragers van dit cognomen of agnomen zijn:
- Gnaeus Cornelius Cinna Magnus
- Gnaeus Pompeius Magnus maior
- Gnaeus Pompeius Magnus minor
- Sextus Pompeius Magnus Pius